# Трофе де Стар
Трофе де Стар (фр. Trophée des Stars) — шоссейная однодневная велогонка, прошедшая по территории Франции в 2007 году.

## История
Гонка прошла единственный раз 4 сентября 2007 года в рамках Женского мирового шоссейного календаря UCI и была одним из этапов Women's Cycling Criteriums
Маршрут гонки проходил в Бурбонн-ле-Бен региона Шампань — Арденны. Протяжённость дистанции составила 78,4.
Изначально победу одержала россиянка Светлана Столбова, но позднее она была дисквалифицирована за допинг и победительницей была объявлена занявшая второе место россиянка Наталья Боярская.

## Призёры
| Год  | Победитель       | Второй         | Третий   |
| ---- | ---------------- | -------------- | -------- |
| 2007 | Наталья Боярская | Дайва Тушлайте | Гао Минь |